# Halol
Halol ist eine Stadt im indischen Bundesstaat Gujarat.
Die Stadt ist Teil des Distrikts Panchmahal. Halol hat den Status eines Municipal Council. Die Stadt ist in 9 Wards gegliedert. Sie hatte am Stichtag der Volkszählung 2011 insgesamt 59.605 Einwohner.